# Horné Lefantovce
Horné Lefantovce (deutsch Oberelefant, ungarisch Felsőelefánt) ist eine Gemeinde im Westen der Slowakei mit 844 Einwohnern (Stand 31. Dezember 2024), die zum Okres Nitra, einem Teil des Nitriansky kraj gehört.

## Geographie
Die Gemeinde befindet sich am Westhang des Gebirges Tribeč im Neutratal. Das Ortszentrum liegt auf einer Höhe von 157 m n.m. und ist 20 Kilometer von Nitra gelegen.

## Geschichte
Horné Lefantovce wurde zum ersten Mal 1113 als Villa Elefant schriftlich erwähnt, als getrennter Ort dann 1291 als Fenlefanch. Bedeutende Grundbesitzer im Mittelalter waren neben dem Geschlecht Elefánt auch Kaplay. 1369 entstand ein Paulinerkloster, dessen Mitglieder bis 1785, drei Jahre nach der Auflösung des Ordens, im Ort blieben. 1713 wurde die erste Schule gegründet.
Von 1976 bis 2002 war der Ort mit Dolné Lefantovce (deutsch Unterelefant, ungarisch Alsóelefánt) Teil der einheitlichen Gemeinde Lefantovce.

## Bevölkerung
| Jahr                | 1994 | 2004     | 2014    | 2024    |
| ------------------- | ---- | -------- | ------- | ------- |
| Anzahl der Personen | 1434 | 948      | 892     | 844     |
| Unterschied         |      | −33,89 % | −5,90 % | −5,38 % |

| Jahr                | 2023 | 2024    |
| ------------------- | ---- | ------- |
| Anzahl der Personen | 839  | 844     |
| Unterschied         |      | +0,59 % |

Ergebnisse der Volkszählung 2001 (1451 Einwohner):
| Nach Ethnie: - 97,86 % Slowaken - 0,41 % Magyaren - 0,21 % Ukrainer - 0,14 % Deutsche - 0,14 % Tschechen | Nach Religion: - 94,00 % römisch-katholisch - 2,21 % konfessionslos - 1,93 % keine Angaben - 1,38 % evangelisch - 0,28 % griechisch-katholisch |

## Sehenswürdigkeiten
- Renaissance-Landschloss mit zwei Eckbastionen von 1618
- spätbarockes Landschloss von 1744
- römisch-katholische Kirche des Heiligen Martin von 1808
- Gebäude des Paulinerklosters, 1948 zur Heilanstalt umgewandelt